# Marcel van de Beeten
Marcel van de Beeten (MEC, * 2. Mai 1959 in Veghel) ist ein niederländischer Jazzgitarrist und Singer-Songwriter.
Van de Beeten erlernte das Gitarrespielen autodidaktisch und komponierte seit seinem vierzehnten Lebensjahr mehr als 300 Songs. Unter dem Namen MEC veröffentlichte er sein Debütalbum Do Your Thing mit dem Bassisten Ivo Severijns, den Schlagzeugern Don Heijne und Frank Zonjee, dem Keyboarder Robert Pijnenburg und dem Perkussionisten Nippy Noya.
Mit Bert van den Brink und den ehemaligen Blowbeat-Mitgliedern René Creemers und Pieter Douma nahm er sein zweites Album als Bandleader auf: Break the Seal. Aus dieser Formation entstand mit dem Keyboarder Maarten Helsloot die Van-de-Beeten-Band. Mit dieser nahm er das Album Greaterland auf.
Als Sideman wirkte van de Beeten an mehr als 80 Alben mit, u. a. mit Patty Trossel, Bert van den Brink, Wim de Vries und Michiel Braams Wurli Trio.